# Michal Kadlec
Michal Kadlec (n. 13 decembrie 1984) este un fotbalist profesionist ceh care joacă pe postul de fundaș pentru clubul Slovacko. A mai jucat pentru Sparta Praga, Bayer Leverkusen și Fenerbahçe. 
Kadlec și-a făcut debutul la seniori în 2007. El a marcat 8 goluri în 69 de meciuri pentru Cehia, echipă pentru care a jucat la două Campionate Europene (2012 și 2016). 

## Tinerețe
Kadlec s-a născut în 1984 la Vyškov . După ce tatăl său, Miroslav Kadlec, s-a transferat la 1. FC Kaiserslautern în 1990, familia s-a mutat în Germania, în zona Kaiserslautern. Kadlec a învățat limba germană la grădiniță,  iar un an mai târziu a mers la școală.  
În 1998, tatăl lui Kadlec a semnat cu FK Drnovice și astfel a revenit în Cehia. 

## Cariera de club

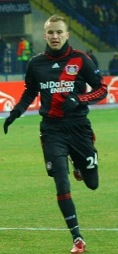
Kadlec a jucat pentru Bayer 04 Leverkusen în 2011

Kadlec și-a început cariera de fotbalist profesionist la Slovácko și a debutat într-un meci împotriva lui Baník Ostrava. În 2005 a ajuns la Sparta Praga . 
La 14 iunie 2013 s-a transferat la Fenerbahçe pentru suma de transfer de 4,5 milioane de euro, semnând un contract pe trei ani în valoare de 2,1 milioane de euro pe sezon. 

## Cariera internațională
La 17 noiembrie 2007, Kadlec a fost convocat la echipa națională a Cehiei pentru un meci împotriva Slovaciei și și-a făcut debutul într-o victorie cu 3-1 (în care a marcat un autogol). El a marcat primul său gol într-o victorie în fața Scoției la 30 mai 2008 (meci de asemenea terminat cu scorul de 3-1). 
La 16 iunie 2012, împotriva Poloniei în Campionatul European, Kadlec a dat un gol cu capul în ultimele secunde ale partidei, în urma căreia Cehia s-a calificat în sferturile de finală ale turneului.  

## Sponsorizare
La 11 iulie 2013, EA Sports a anunțat că Kadlec va apărea pe coperta cehă a FIFA 14, alături de Lionel Messi. 